# Iriona
Iriona är en kommun i Honduras.   Den ligger i departementet Departamento de Colón, i den östra delen av landet, 270 km nordost om huvudstaden Tegucigalpa. Antalet invånare är 16 644. Arean är 3 987 kvadratkilometer.
Terrängen i Iriona är kuperad åt nordost, men åt sydväst är den bergig.